# 소테르 (다이몬)
그리스 신화에서 소테르는 피해에서의 안전, 보존과 구원의 영혼 (다이몬)이었다. 프락시디케의 남매이자 남편이며 크테시오스, 아레테와 호모노이아의 아버지로 말해진다. (소테르와 크테시오스는 제우스의 종교 이름이라고 한다) 또 다른 자료는 소테르가 페이타르키아의 남편이자 에우프락시아의 아버지라고 말한다.
오르페우스 찬송가에서 프락시디케는 페르세포네, 소테르는 제우스, 그리고 그들의 딸들인 프락시디카이는 에리니에스와 동일시된다.
안전과 구원의 추상적인 개념의 의인인 소테리아 (Σωτηρία) 또한 그리스에서 숭배되었다. 그녀는 파트라에, 테살리아의 에우리필로스에 의해 설립된 것으로 믿어지는 성소가 있었다.
| 그리스 이름 | 음역  | 라틴 철자 | 번역             |
| ----------- | ----- | --------- | ---------------- |
| Σωτήρ       | Sôtêr | Soter     | 구조, 안전, 보존 |